# Morris (Familie)

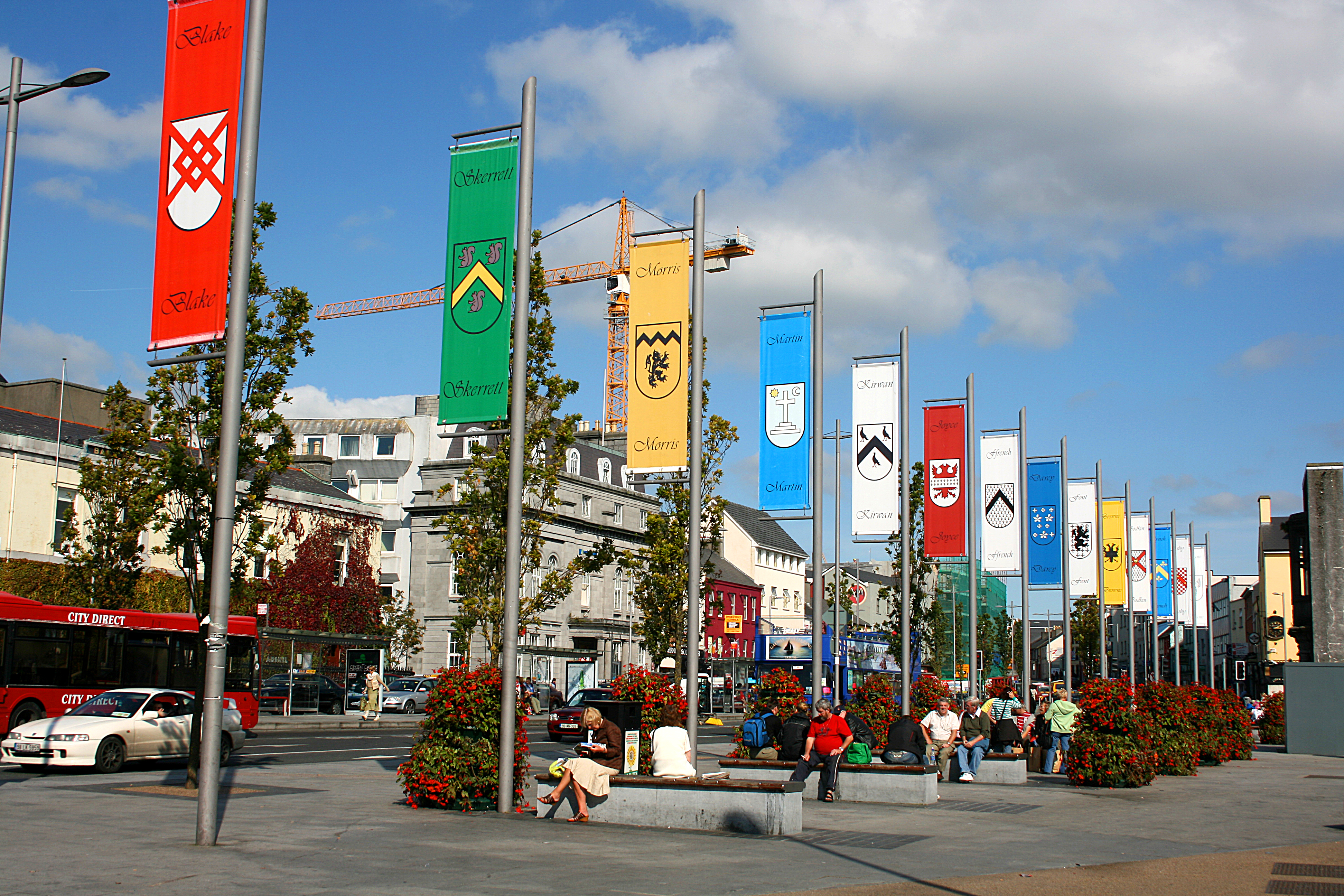
Fahnen der Stämme am Eyre Square

Die Familie Morris aus Galway gehört zu jenen 14 Familien, die die Stämme von Galway (englisch Tribes of Galway)  genannt werden und über Jahrhunderte die Stadt und das nähere Umland im County Galway in der Republik Irland beherrschten. Der Name Morris in Irland ist normannischen Ursprungs. Es stammt aus dem normannischen de Mareys, de Marreis – lateinisch de Marisco, dt. „des Sumpfes“.
Die Morris-Familie erscheint in Galway im Jahre 1485. Der Name wurde damals „Mares“ geschrieben. Er wurde später zu Morech und erhielt dann seine jetzige Form.
In den Akten findet sich im Zusammenhang mit dieser Familie nichts Besonderes. Einige seiner Namensträger waren jedoch Bürgermeister (Willam Morris 1527/28, Andrew Morris 1588/89) und Sheriff (Martin Morris 1841, Michael Morris 1849, Georg Morris 1860) von Galway.
Die Morris haben heute Besitz in Galway und Spiddal.
Ein Kreisverkehr in Galway ist nach der Familie benannt.